# Aljaksandr Warabej
Aljaksandr Warabej (belarussisch Аляксандр Варабей, engl. Transkription Alyaksandr Varabey, russisch Александр Михайлович Воробей – Alexander Michailowitsch Worobei – Aleksandr Vorobey; * 3. Mai 1957; † April 2007) war ein belarussischer Hindernisläufer, der für die Sowjetunion startete.
Bei den Olympischen Spielen 1980 in Moskau erreichte er über 3000 m Hindernis das Halbfinale.
Am 6. Juli 1980 stellte er in Moskau mit 8:25,2 min den aktuellen belarussischen Rekord in dieser Disziplin auf.